# 賽德斯 (加利福尼亞州)
賽茨（英語：Sites）是位於美國加利福尼亞州科盧薩縣的一個非建制地區。該地的面積和人口皆未知。

## 地理
賽茨的座標為39°18′32″N 122°20′20″W / 39.30889°N 122.33889°W，而該地的平均海拔高度為米（即英尺）。